# Sils im Engadin/Segl

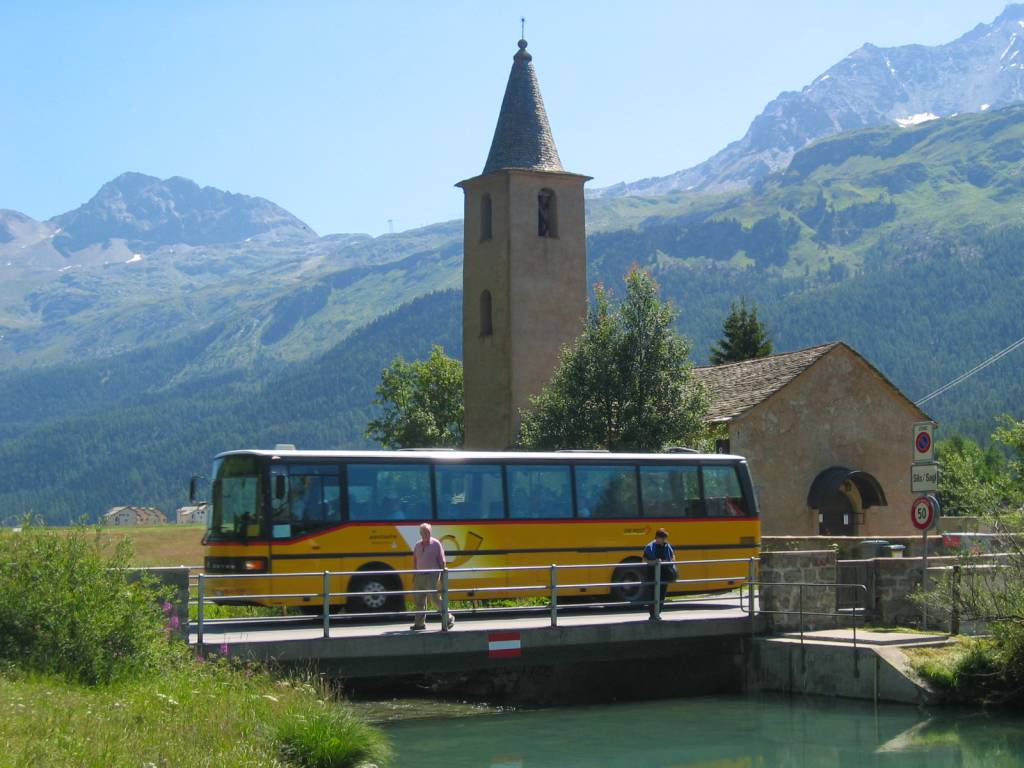
Przystanek i kościół w Sils Baseglia

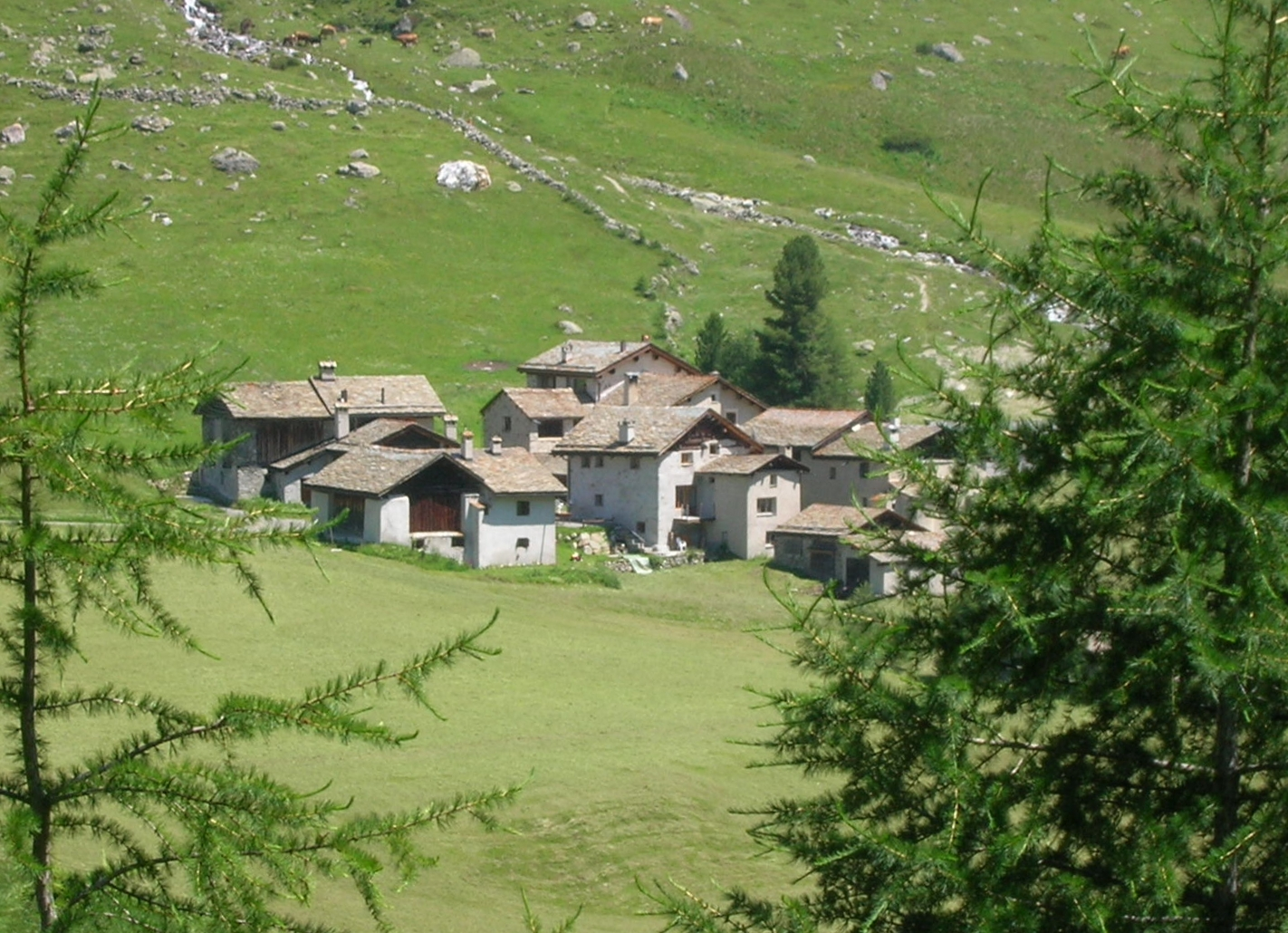
Miejscowość Fex

Sils im Engadin/Segl (rm. Segl, do 1943 Sils im Engadin) – miejscowość i gmina w południowo-wschodniej Szwajcarii, w kantonie Gryzonia, w regionie Maloja, położona w dolinie Engadyny, pomiędzy jeziorami Silsersee i Silvaplanersee. Zajmuje ona powierzchnię 63,58 km² na wysokości 1 803 m n.p.m. Największą miejscowością gminy jest Sils Maria, oprócz niej znajdują się tu Sils Baselgia i Fexs. Do doliny, w której leży Fex wjazd samochodami nie jest dozwolony (zakaz nie dotyczy mieszkańców).

## Demografia
W Sils im Engadin/Segl mieszka 715 osób. W 2020 roku 32,3% populacji gminy stanowiły osoby urodzone poza Szwajcarią.

## Transport
Przez teren gminy przebiega droga główna nr 3.